# Aix-en-provence-i Húsvéti Fesztivál
Az Aix-en-provence-i Húsvéti Fesztivál (francia nevén Festival de Pâques d'Aix-en-Provence) 2013 óta a franciaországi Aix-en-Provence-ban évente megrendezett nemzetközi komolyzenei fesztivál. A rendezvénysorozaton húsvét körül két héten át kamara- és nagyzenekari, szóló vokális és hangszeres koncerteket rendeznek európai hírű művészek és zenekarok közreműködésével. A fesztivál a 2023-as szezonban ünnepelte fennállásának 10. évfordulóját.

## Ismertetése
A fesztivált 2013-ban hozta létre Renaud Capuçon hegedűművész és Dominique Bluzet, az aix-i Grand Théâtre de Provence (Provence-i Nagyszínház) igazgatója, a társalapító Crédit industriel et commercial (CIC) pénzügyi csoport támogatásával.
Marseille város Marseille-Provence nevű projektje 2013-ban
nyerte el az Európa kulturális fővárosa címet. A megelőző kreatív munka és a kulturális programok kialakítása során merült fel a húsvéti fesztivál ötlete is, melyet csak kísérletként indítottak útnak, majd a siker láttán a következő években is folytattak. Így a városnak a nagymúltú nyári operafesztiválja mellett egy újabb komolyzenei fesztiválja született. A művészeti igazgató továbbra is Renaud Capuçon, az ügyvezető igazgató pedig Dominique Bluzet kulturális szakember és vállalkozó, a marseille-i kereskedelmi és iparkamara alelnöke.
2013 óta a fesztivál az európai kulturális élet egyik jelentős komolyzenei eseménye lett, amelyen rendszeresen vezető szólisták, kiemelkedő európai kamara- és szimfonikus zenekarok lépnek fel. Koncertjeinek központi helyszíne a 2007-ben megnyitott Provence-i Nagyszínház (Grand Théâtre de Provence), mely eredetileg is befogadó színháznak készült. További helyszínek Aix-en-Provence központjában: a Jeu de Paume színház, a Darius Milhaud konzervatórium, a Saint-Sauveur katedrális és a Saint-Esprit templom. A fesztivál része egy "Un festival en partage" elnevezésű program is, amellyel el akarják érni azokat, akik nem tudnak elmenni a fizetős rendezvényekre; ezt különösen a város lakosainak húsvét vasárnapján kínált nagykoncert segítségével érik el.
A fesztivál a 2023-as szezonban ünnepelte fennállásának 10. évfordulóját. Az eltelt tíz év alatt a koncertek száma 65%-kal nőtt, és a helyszíneket a városon kívül számos környező helységre is kiterjesztették. A nézőszám 2023-ban meghaladta a 30 000-et, a fellépő művészek száma a kezdeti 400-ról 2023-ra több mint 1000-re emelkedett.
A nemzetközi hírű művészek között volt többek között Schiff András, aki az Európai Kamarazenekarral a 2017-es szezonban adott koncertet. A Budapesti Fesztiválzenekar 2016-ban Mahler 3. szimfóniáját játszotta nagy sikerrel. A 10. évfordulón, 2023-ban ismét visszatértek, akkor Richard Strauss-művekkel léptek fel és Renaud Capuçonnal Bartók 1. concertóját adták elő.